# Akkermaalshout

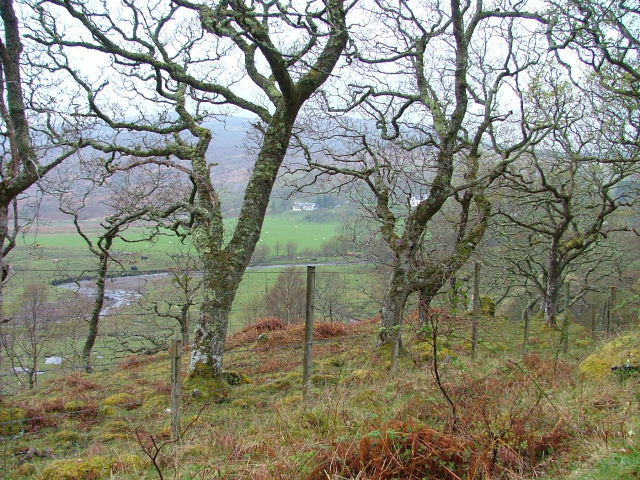
Akkermaalshout in Schotland

Onder akkermaalshout worden heggen van vooral eikenhakhout verstaan die vroeger gebruikt werden voor de afscheiding van percelen.
Het werd om de 7 à 12 jaar gekapt, waarna het hout geklopt werd zodat de bast gemakkelijk losliet. Vervolgens werd het hout geschild. Dit alles gebeurde door de eekschiller. De bast werd gebruikt om run uit te vervaardigen dat door leerlooiers werd gebruikt voor het looien van huiden.
Het hout kon als geriefhout of als brandhout worden aangewend.